# Ruedi Baumann

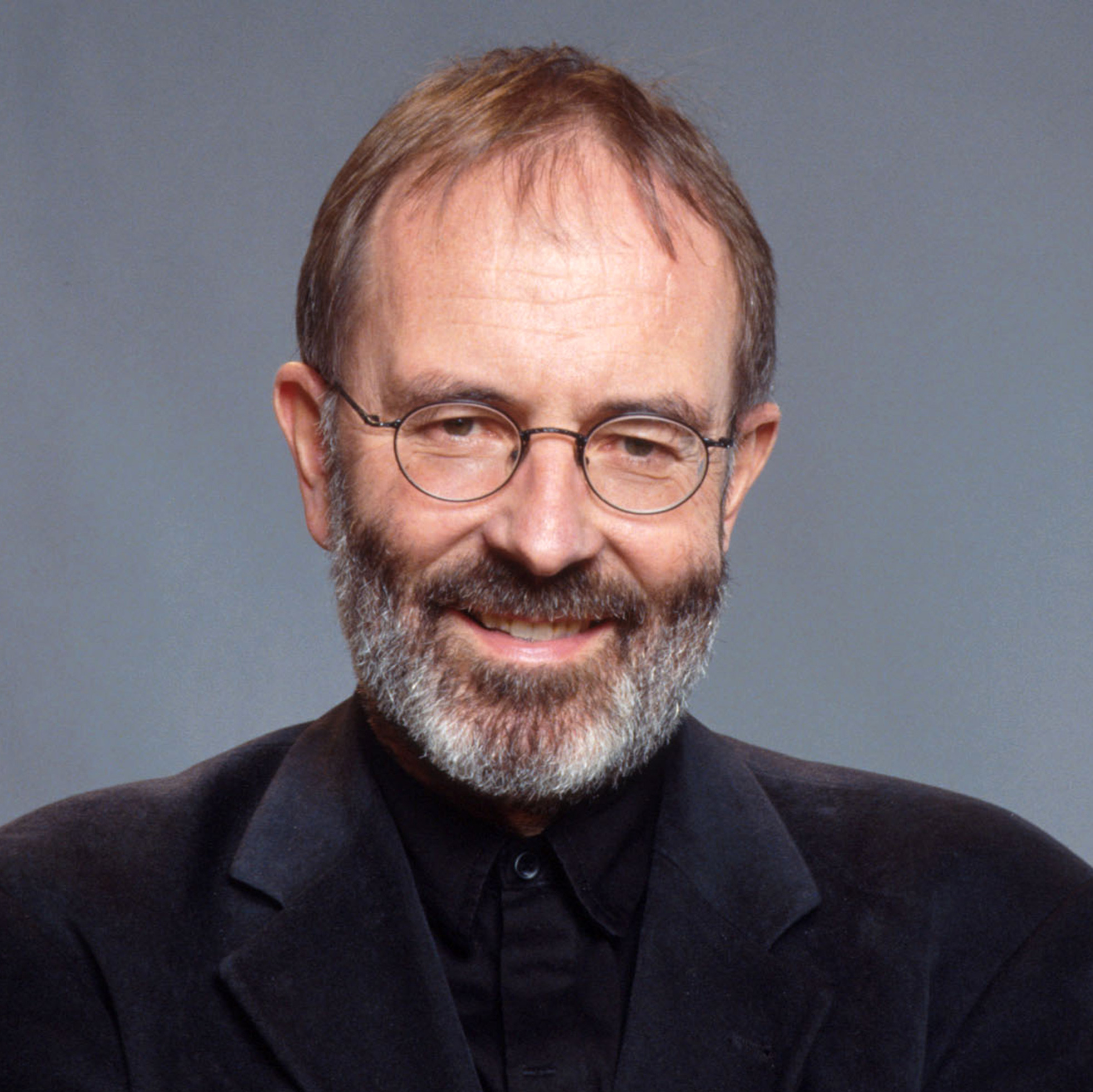
Ruedi Baumann

Ruedi Baumann (* 11. November 1947 in Suberg, heimatberechtigt in Wileroltigen) ist ein ehemaliger Schweizer Politiker (Grüne; zuvor SVP) und inzwischen schweizerisch-französischer Doppelbürger.

## Leben
Ruedi Baumann wurde 1947 als zweites von drei Kindern der Bauern Rudolf und Lina Baumann-Röthlisberger in Suberg, Gemeinde Grossaffoltern geboren.

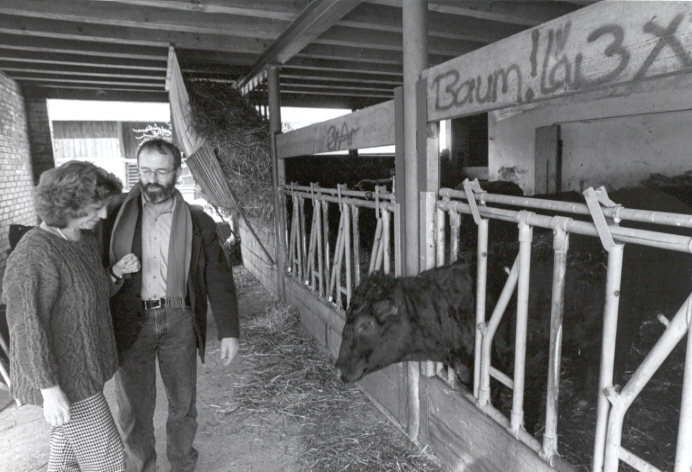
Stephanie und Ruedi Baumann

1963 bis 1965 absolvierte er eine landwirtschaftliche Lehre. Um sich an der ETH zum Ingenieur Agronom weiterbilden zu können, holte er am Abendgymnasium die Matur nach. Ab 1973 arbeitete Ruedi Baumann in der Direktion der Landwirtschaft des Kantons Bern. Nach dem Tod des Vaters 1975 übernahm er den Bauernbetrieb Inselmatt in Suberg im Nebenerwerb. 1979 und 1980 wurden die beiden Söhne Simon und Kilian geboren. 1983 kündigte er seine Stelle als Direktionssekretär der Landwirtschaftsdirektion, um vollberuflicher Landwirt zu werden.
Die Eltern von Baumann hatten sehr lange auf die Übernahme ihres Hofs warten müssen. Um dies nicht zu wiederholen, übergab das Ehepaar Baumann seinen Betrieb in Suberg frühzeitig – beim Abschluss seiner politischen Karriere – seinem Sohn Kilian. Da es in der Schweiz keine Möglichkeit sah, einen geeigneten Landwirtschaftsbetrieb kaufen zu können, wanderte es nach Traversères in Frankreich aus. Im Dokumentarfilm «Wir Erben» von Sohn Simon Baumann wird das Leben auf diesem 70 Hektar grossen Betriebs gezeigt und das Erben dieses Hofs thematisiert.
Die zum Familienbesitz gehörende alte Öle in Suberg ging schon früher an Sohn Simon.
Ruedi Baumann ist verheiratet mit Stephanie Baumann, ebenfalls ehemalige Schweizer Politikerin und Mitglied der Sozialdemokratischen Partei.

## Politische Ämter
1982 wurde Ruedi Baumann als nebenamtlicher Gemeinderat von Grossaffoltern gewählt. Damals war er noch Mitglied der Schweizerischen Volkspartei (SVP). Die SVP wollte ihn aber nicht für die kommenden Grossratswahlen nominieren, da seine Frau Stephanie für die Sozialdemokratische Partei (SP) als Grossrätin kandidierte. 1986 wurde Baumann für die Freie Liste und seine Frau Stephanie für die SP in den Grossen Rat gewählt. Im Jahr 1991 erfolgte seine Wahl in den Nationalrat. Stephanie Baumann rückte 1994 auf einen frei werdenden Sitz ebenfalls in den Nationalrat nach. Beide wurden bei den Wahlen 1995 und 1999 wieder gewählt und waren das erste Ehepaar im Nationalrat.
Als Hanspeter Thür, der damalige Präsident der Schweizer Grünen, 1997 zurücktrat, wurde Baumann in einer Kampfwahl zum Nachfolger gewählt. Nach seinem Rücktritt 2001 übernahm ein Co-Präsidium mit Ruth Genner und Patrice Mugny die Leitung der Partei.
Baumann übte einen wesentlichen Einfluss auf die Schweizerische Landwirtschaftspolitik aus. Zwei so genannte Kleinbauern-Initiativen und drei Referenden fielen in seine aktive Zeit als Politiker. Von 1989 bis 2000 war Baumann Co-Präsident der Kleinbauern-Vereinigung (VKMB).